# Mora (Spanyolország)
Mora egy község Spanyolországban, Toledo tartományban. Mora Villanueva de Bogas, Tembleque, Turleque, Consuegra, Los Yébenes, Orgaz, Manzaneque, Mascaraque, Villamuelas és Huerta de Valdecarábanos községekkel határos. Lakosainak száma 9930 fő (2024).

## Népesség
A település népessége az utóbbi években az alábbiak szerint változott:
| Lakosok száma | 9519 | 9814 | 10 317 | 10 554 | 10 466 | 10 315 | 9853 | 9718 | 9796 | 9930 |
|               | 2001 | 2004 | 2007   | 2009   | 2012   | 2014   | 2017 | 2019 | 2022 | 2024 |